# Heinrich Wedemhof (Politiker, 1584)

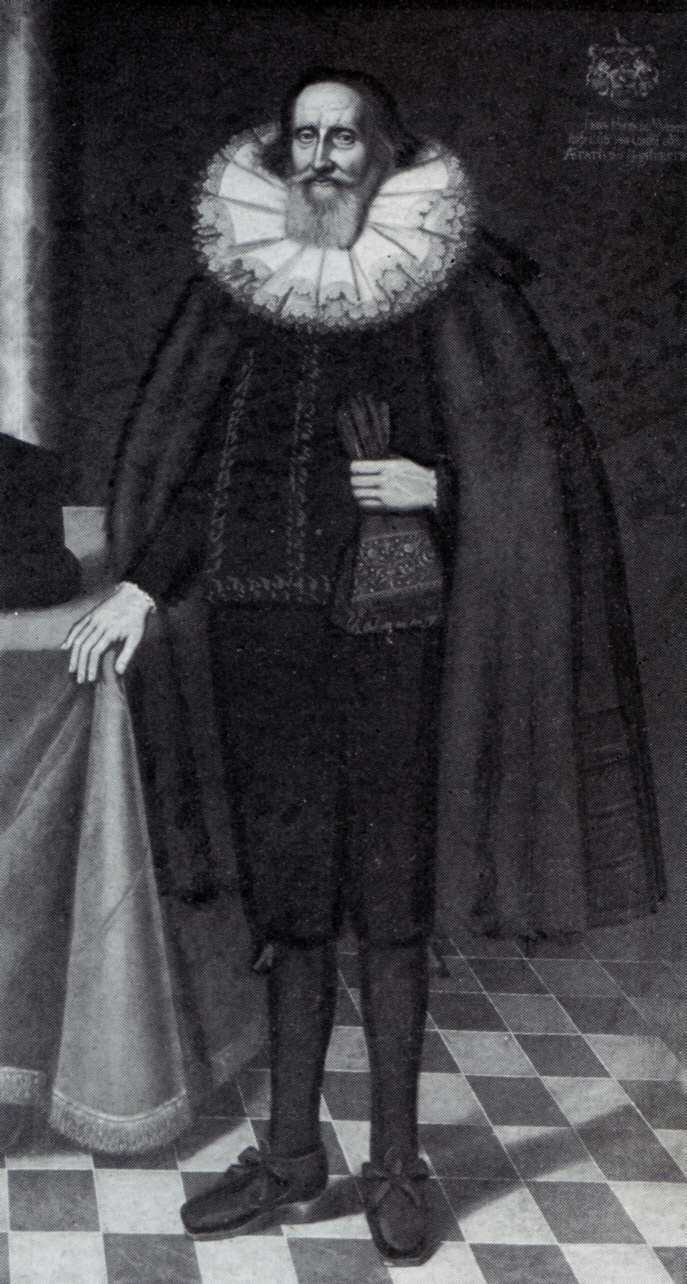
Bürgermeister Heinrich Wedemhof

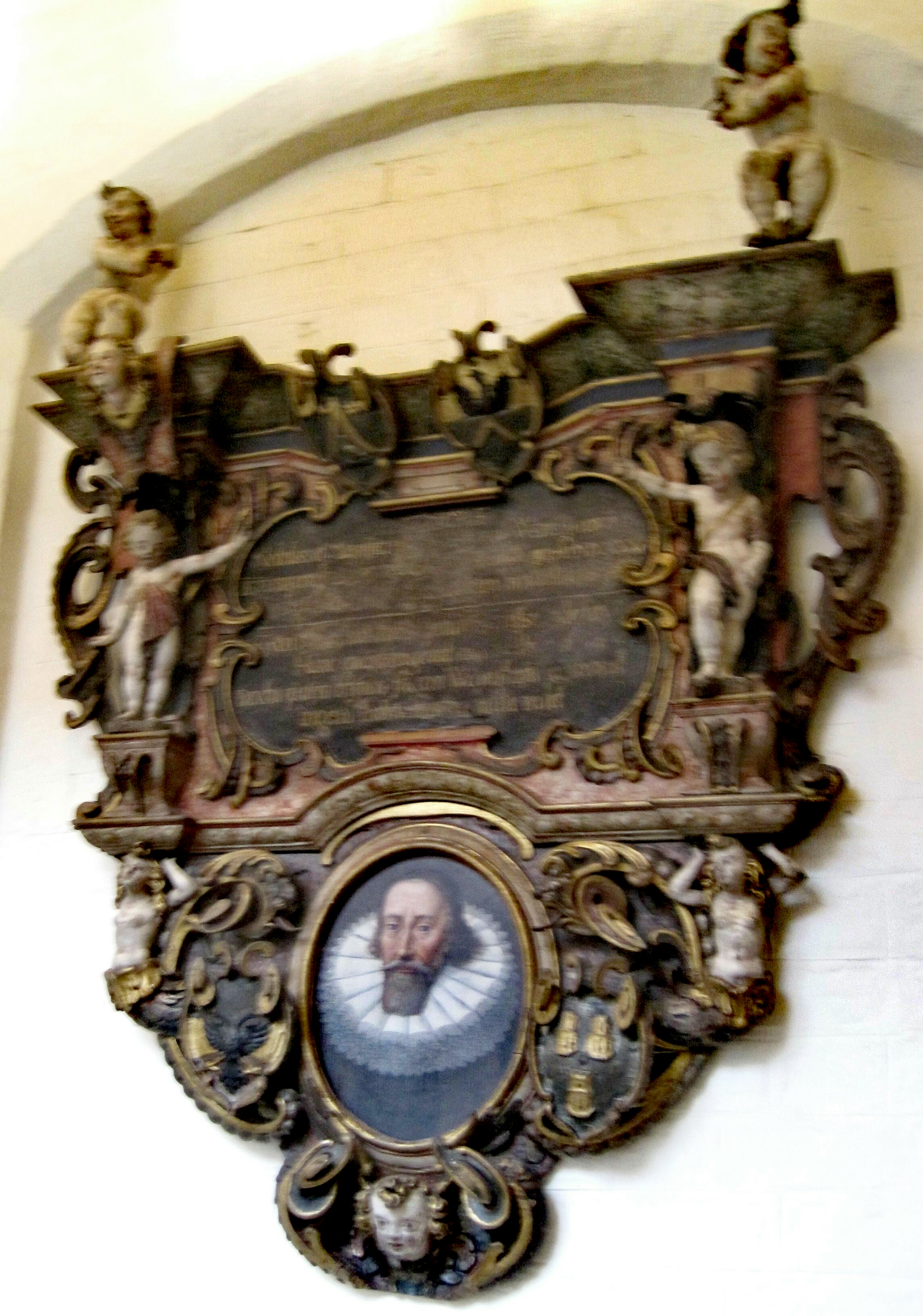
Epitaph

Heinrich Wedemhof (* 11. September 1584 in Lübeck; † 9. Januar 1651 ebenda) war ein deutscher Politiker und Bürgermeister der Hansestadt Lübeck.

## Leben
Heinrich Wedemhof war einer der Söhne des aus Münster/Westfalen stammenden Lübecker Ratsherrn Heinrich Wedemhof, der bei seinem Tod mit einem Nachlasswert von 200.000 Lübischen Mark als einer der reichsten Bürger der Stadt galt. Sein Bruder Bernhard Wedemhof († 1627) war ebenfalls Lübecker Ratsherr.
Heinrich Wedemhof studierte ab 1596 Rechtswissenschaften an der Universität Straßburg – gemeinsam mit seinem Bruder Bernhard und dem als Präzeptor mitreisenden Thomas Lindemann – und ab 1611 an der Universität Rostock. Er wurde 1628, also kurz nach dem Tod seines Bruders Bernhard in den Lübecker Rat berufen. Bereits 1631 wurde er zu einem der Bürgermeister der Stadt bestimmt. Wedemhof war von 1631 bis 1635 und erneut 1641 Kämmereiherr der Stadt. Der Rat überließ ihm das Gut Strecknitz als Pfründe. Wie auch schon seinem Bruder Bernhard wurde auch ihm in der Lübecker Marienkirche ein Epitaph gesetzt. Es kam 1892 ins Museum und ist heute im St-Annen-Museum ausgestellt.
Er war verheiratet in 1. Ehe mit Elisabeth Wibbeking, Tochter des Paul Wibbeking und in 2. Ehe mit Emerentia von Dassel, Tochter des Ludolf von Dassel, Ratsherr zu Lüneburg. Wegen „Leibesschwachheit“ konnte er bereits sechzehn Jahre vor seinem Tod sein Haus nicht mehr verlassen, um seinen Amtsgeschäften nachzugehen.

## Schriften
- Themata iuridica de heredibus instituendis, Straßburg 1601